# Jamal Zahalka

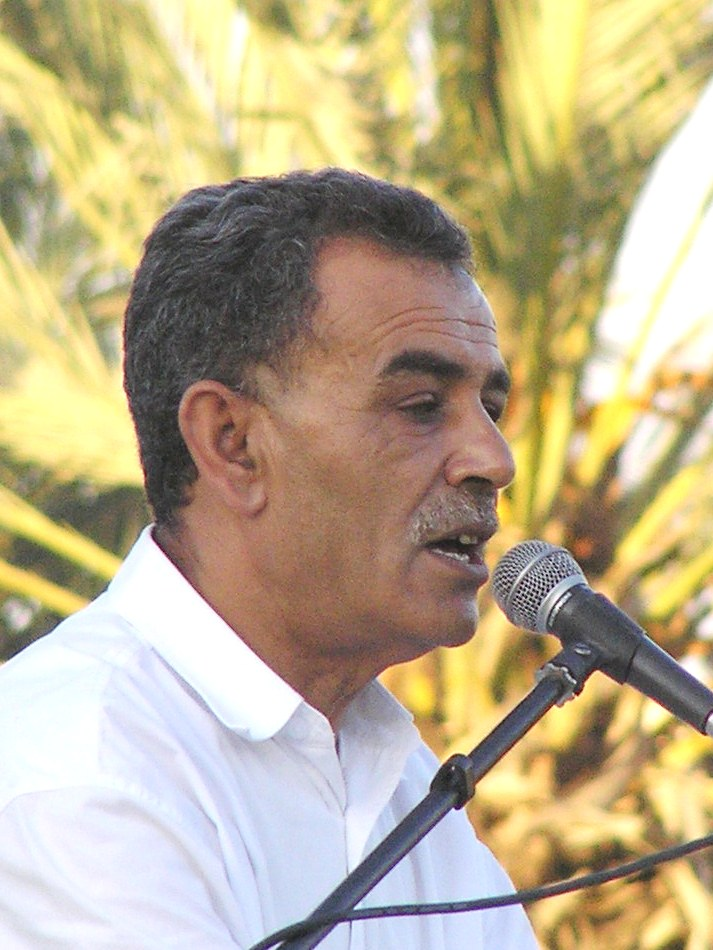
Jamal Zahalka

Jamal Zahalka (hebräisch ג'מאל זחאלקה, arabisch جمال زحالقة, * 11. Januar 1955 in Kafr-Qara) ist ein israelischer Politiker der Balad und der Parteikoalition Vereinten Liste.

## Leben
Zahalka studierte Pharmazie an der Hebräischen Universität Jerusalem. Nach der Flucht von Asmi Bischara aus Israel wurde Zahalka Parteivorsitzender der Balad. Seit 2003 ist er Abgeordneter in der Knesset.
Zahalka ist verheiratet und hat fünf Kinder.